# Чижевский, Пётр Иванович
Пётр Иванович Чижевский (13 сентября 1928, с. Малая Горбаша, Новоград-Волынский район, Волынский округ, Украинская ССР, СССР — 3 августа 2000, Нефтекумск, Ставропольский край, Россия) — бригадир тракторной бригады совхоза «Москворецкий» Октябрьского района Северо-Казахстанской области, Казахская ССР. Герой Социалистического Труда (1957).

## Биография
Родился в 1928 году в крестьянской семье в селе Малая Горбаша Новоград-Волынского района Волынского округа (ныне — Житомирская область, Украина).
Работал прицепщиком, затем трактористом в местном хозяйстве.
В начале 1950-х годов отправился по комсомольской путёвке на освоение целинных и залежных земель в Казахстан. С 1954 года трудился учётчиком в совхозе «Москворецкий» Октябрьского района. После окончания школы сельской механизации трудился в том же совхозе трактористом. С осени 1955 года возглавил бригаду трактористов.
В 1956 году бригада Петра Чижевского собрала высокий урожай зерновых, заняв одно из первых мест по результатам в Октябрьском районе. Указом Президиума Верховного Совета СССР от 11 января 1957 года за особо выдающиеся успехи, достигнутые в работе по освоению целинных и залежных земель, и получение высокого урожая удостоен звания Героя Социалистического Труда с вручением ордена Ленина и золотой медали «Серп и Молот».
В 1960 году выехал из Казахстана. Проживал в Нефтекумске Ставропольского края, где трудился бульдозеристом в управлении механизации треста «Ставропольнефтегазстрой».
Умер 3 августа 2000 года в Нефтекумске. Похоронен на Новом кладбище Нефтекумска.

## Награды
- Орден Ленина
- Медаль «За освоение целинных земель»